# Теодосије Черниговски
Теодосије Черниговски је руски православни светитељ, архиепископ Черниговски из 17. века.

## Биографија
Рођен је 1630. године у Виничкој области. Одрастао је у свештеничкој породици, где је васпитаван у хришћанској побожности. Образовање је стекао у Кијево-Братској Богојављенској школи.
Након завршене школе замонашио се у Кијево-печерској лаври и тада узео име Теодосије, у част великог Кијево-Печерског подвижника и оснивача општежићног монашког живота у Русији - преподобног Теодосија Печерског.
Нешто касније, митрополит кијевски Дионисије, га је поставио за архиђакона Саборне цркве свете Софије у Кијеву. Након одласка митрополита Дионисија из Кијева постављен је за намесника митрополитовог дома. После неког времена повлачи се Крупицки Батурински манастир, где је посвећен у чин јеромонаха.
Затим се сели у Корсунског манастира, у Кијевској епархији, где га бирају за игумана. Одатле одлази 1662. године у чувени Кијево-Видубицки манастир, где се као игуман бавио његовом обновом.
1688. године преподобни Теодосије постављен је за архимандрита Черњиговског Елецког манастира, са задатком да обнови разрушени и опустели манастир, што је он веома вредно и усрдни чинио.
1692. патријарх Адријан хиротонисао је Теодосије у чин архиепископа Черњиговског.
Основао је женски манастир, назван Печеникски, манастир, у близини града Љубеча, и многе друге манастире и богословске школе у својој епархији обновио и украсио.
Умро је 5. фебруара 1696. године. Сахрањен је у черњиговској саборној Борисогљебској цркви.